# Жув, Ришар
Ришар Жув (фр. Richard Jouve; род. 25 октября 1994 года, Бриансон, Прованс — Альпы — Лазурный Берег) — французский лыжник, двукратный бронзовый призёр Олимпийских игр 2018 и 2022 годов, двукратный бронзовый призёр чемпионатов мира 2019 и 2023 годов, специализируется на спринтерских гонках свободным стилем. Стал первым французским лыжником, который выиграл малый Хрустальный глобус .

## Спортивная карьера
Дебют Ришара Жува в Кубке мира состоялся 17 января 2015 года в спринтерской квалификации в эстонском Отепя. В этом же сезоне он дебютировал на чемпионате мира в шведском Фалуне и добился первого подиума в кубковом спринте свободным стилем в Лахти.
На Олимпийских играх 2018 года в Пхёнчхане Решар Жув вместе с Морисом Манифика завоевал бронзовую медаль в командном спринте, в личном спринте классическим стилем занял 16 место.
12 марта 2019 года Ришар Жуве стал бронзовым призёром в спринте классическим стилем на этапе Кубка мира в Драммене.

## Результаты

### Олимпийские игры
| Олимпийские игры | Спринт | Командный спринт | 15 км раздельный старт | 15+15 км скиатлон | 50 км масс-старт | Эстафета |
| ---------------- | ------ | ---------------- | ---------------------- | ----------------- | ---------------- | -------- |
| 2018 Пхёнчхан    | 16     | 3                | —                      | —                 | —                | —        |
| 2022 Пекин       | 7      | 7                | —                      | —                 | —                | 3        |

### Чемпионаты мира по лыжным видам спорта
1. ↑  Французский лыжник выиграл спринт и завоевал малый Хрустальный глобус, опередив Клебо - Газета.Ru | Новости. Газета.Ru. Дата обращения: 11 марта 2022. Архивировано 11 марта 2022 года.
2. ↑  Ришар Жуве занял третье место на этапе Кубка мира в Драммене. championat.com.

| Чемпионат мира  | Спринт | Командный спринт | 15 км раздельный старт | 15+15 км скиатлон | 50 км масс-старт | Эстафета |
| --------------- | ------ | ---------------- | ---------------------- | ----------------- | ---------------- | -------- |
| 2015 Фалун      | 33     | —                | —                      | —                 | —                | —        |
| 2017 Лахти      | 16     | 11               | —                      | —                 | —                | —        |
| 2019 Зеефельд   | 4      | 5                | —                      | —                 | —                | 3        |
| 2021 Оберстдорф | 7      | 4                | —                      | —                 | —                | —        |
| 2023 Планица    | 14     | 3                | —                      | —                 | —                | 4        |